# Seznam mest na Poljskem
Stran vključuje seznam mest na Poljskem in preglednico glavnih poljskih mest. V preglednici so mesta urejena po prebivalstvu na temelju podatkov Centralnega statističnega urada Poljske. Vsako mesto oz. naselje je mogoče poiskati na zemljevidu Arhivirano 2006-06-14 na Wayback Machine..
| Položaj | Spr.    | Ime                    | Prebivalstvo | Prebivalstvo | Prebivalstvo |
| 2004    | +/-1999 |                        | jun. 2004    | 1999         | 1900         |
| ------- | ------- | ---------------------- | ------------ | ------------ | ------------ |
| 1.      |         | Varšava Warszawa       | 1,690,821    | 1,618,468    | 756,400      |
| 2.      |         | Lodž Łódź              | 776,297      | 806,728      | 351,600      |
| 3.      |         | Krakov Kraków          | 757,500      | 740,666      | 91,300       |
| 4.      |         | Vroclav Wrocław        | 635,854      | 637,877      | 422,700      |
| 5.      |         | Poznanj Poznań         | 573,003      | 578,235      | 117,000      |
| 6.      |         | Gdansk Gdańsk          | 460,524      | 458,988      | 140,600      |
| 7.      |         | Szczecin               | 413,294      | 416,988      | 210,700      |
| 8.      |         | Bydgoszcz              | 369,151      | 386,855      | 52,200       |
| 9.      |         | Lublin                 | 355,953      | 356,251      | 53,600       |
| 10.     |         | Katovice Katowice      | 321,616      | 345,934      | 31,700       |
| 11.     |         | Białystok              | 291,917      | 285,000      | 66,000       |
| 12.     | +1      | Gdynia                 | 253,651      | 253,521      | 900          |
| 13.     | -1      | Čenstohova Częstochowa | 248,894      | 257,812      | 53,700       |
| 14.     |         | Sosnowiec              | 229,207      | 244,102      | 86,700       |
| 15.     |         | Radom                  | 227,944      | 232,262      | 30,100       |
| 16.     |         | Kielce                 | 209,962      | 212,383      | 23,200       |
| 17.     | +1      | Torunj Toruń           | 208,386      | 206,158      | 29,600       |
| 18.     | -1      | Gliwice                | 201,186      | 212,164      | 52,400       |
| 19.     |         | Bytom                  | 199,219      | 205,560      | 51,400       |
| 20.     |         | Zabrze                 | 193,212      | 200,177      | 26,000       |
| 21.     |         | Bielsko-Biała          | 177,219      | 180,307      | 17,400       |
| 22.     |         | Olsztyn                | 173,350      | 170,904      | 24,300       |
| 23.     |         | Rzeszów                | 158,987      | 162,049      | 18,300       |
| 24.     |         | Ruda Śląska            | 147,838      | 159,665      | 14,800       |
| 25.     |         | Rybnik                 | 141,975      | 144,582      | 7,200        |
| 26.     |         | Tychy                  | 131,854      | 133,178      | 4,900        |
| 27.     |         | Dąbrowa Górnicza       | 131,024      | 131,037      | 3,000        |
| 28.     | +2      | Opole                  | 128,686      | 129,553      | 30,100       |
| 29.     | -3      | Wałbrzych              | 128,201      | 136,923      | 16,400       |
| 30.     | -1      | Płock                  | 127,953      | 131,011      | 30,000       |
| 31.     | -1      | Elbląg                 | 127,732      | 129,782      | 52,500       |
| 32.     |         | Gorzów Wielkopolski    | 125,787      | 126,019      | 33,600       |
| 33.     |         | Włocławek              | 120,440      | 123,373      | 23,000       |
| 34.     | +2      | Zielona Góra           | 118,707      | 118,182      | 21,000       |
| 35.     |         | Tarnów                 | 118,295      | 118,297      | 31,700       |
| 36.     | -2      | Chorzów                | 115,505      | 121,708      | 57,900       |
| 37.     | +2      | Kalisz                 | 108,666      | 106,641      | 22,000       |
| 38.     | -1      | Koszalin               | 107,702      | 112,375      | 20,400       |
| 39.     | -1      | Legnica                | 106,254      | 109,335      | 54,900       |
| 40.     | +1      | Słupsk                 | 100,376      | 102,370      | 27,300       |
| 41.     | -1      | Grudziądz              | 99,943       | 102,434      | 32,700       |
| 42.     | -1      | Jaworzno               | 97,500       | 99,800       | 17,300       |
| 43.     | -2      | Jastrzębie Zdrój       | 96,109       | 102,294      | 1,700        |

#### Prestolnica
- Varšava

#### A
- Aleksandrów Kujawski
- Aleksandrów Łódzki
- Alwernia
- Andrychów
- Annopol
- Augustów

#### B

##### Ba-Be
- Babimost
- Baborów
- Baranów Sandomierski
- Barcin
- Barczewo
- Bardo
- Barlinek
- Bartoszyce
- Barwice
- Bełchatów
- Bełżyce
- Będzin

##### Bi-Bl
- Biała
- Biała Piska
- Biała Podlaska
- Biała Rawska
- Białobrzegi
- Białogard
- Biały Bór
- Białystok
- Biecz
- Bielawa
- Bielsk Podlaski
- Bielsko-Biała
- Bieruń
- Bierutów
- Bieżuń
- Biłgoraj
- Biskupiec
- Bisztynek
- Blachownia
- Błaszki
- Błażowa
- Błonie

##### Bo-Br
- Bobolice
- Bochnia
- Bodzentyn
- Bogatynia
- Boguszów-Gorce
- Bojanowo
- Bolesławiec
- Bolków
- Borek Wielkopolski
- Borne Sulinowo
- Braniewo
- Brańsk
- Brodnica
- Brok
- Brusy
- Brwinów
- Brzeg
- Brzeg Dolny
- Brzesko
- Brzeszcze
- Brześć Kujawski
- Brzeziny
- Brzostek
- Brzozów

##### Bu-By
- Buk
- Bukowno
- Busko-Zdrój
- Bychawa
- Byczyna
- Bydgoszcz
- Bystrzyca Kłodzka
- Bytom
- Bytom Odrzański
- Bytów

#### C

##### Ce-Ch
- Cedynia
- Chełm
- Chełmek
- Chełmno
- Chełmża
- Chęciny
- Chmielnik
- Chocianów
- Chociwel
- Chodecz
- Chodzież
- Chojna
- Chojnice
- Chojnów
- Choroszcz
- Chorzele
- Chorzów
- Choszczno
- Chrzanów

##### Ci-Cz
- Ciechanowiec
- Ciechanów
- Ciechocinek
- Cieszanów
- Cieszyn
- Ciężkowice
- Cybinka
- Czaplinek
- Czarna Białostocka
- Czarna Woda
- Czarne
- Czarnków
- Czchów
- Czechowice-Dziedzice
- Czeladź
- Czempiń
- Czerniejewo
- Czersk
- Czerwieńsk
- Czerwionka-Leszczyny
- Čenstohova (Częstochowa)
- Człopa
- Człuchów

#### Ć
- Ćmielów

#### D

##### Da-Do
- Darłowo
- Dąbie
- Dąbrowa Białostocka
- Dąbrowa Górnicza
- Dąbrowa Tarnowska
- Debrzno
- Dębica
- Dęblin
- Dębno
- Dobczyce
- Dobiegniew
- Dobra
- Dobra
- Dobre Miasto
- Dobrodzień
- Dobrzany
- Dobrzyń nad Wisłą
- Dolsk

##### Dr-Dz
- Drawno
- Drawsko Pomorskie
- Drezdenko
- Drobin
- Drohiczyn
- Drzewica
- Dukla
- Duszniki-Zdrój
- Dynów
- Działdowo
- Działoszyce
- Działoszyn
- Dziecinov
- Dzierzgoń
- Dzierżoniów
- Dziwnów

#### E
- Elbląg
- Ełk

#### F
- Frampol
- Frombork

#### G

##### Ga-Gn
- Garwolin
- Gąbin
- Gdansk (Gdańsk)
- Gdynia
- Giżycko
- Glinojeck
- Glivice (Gliwice)
- Głogów
- Głogów Małopolski
- Głogówek
- Głowno
- Głubczyce
- Głuchołazy
- Głuszyca
- Gniew
- Gniewkowo
- Gniezno

##### Go
- Gogolin
- Golczewo
- Goleniów
- Golina
- Golub-Dobrzyń
- Gołańcz
- Gołdap
- Goniądz
- Gorlice
- Gorzów Śląski
- Gorzów Wielkopolski
- Gostynin
- Gostyń
- Gozdnica
- Góra
- Góra Kalwaria
- Górowo Iławeckie
- Górzno

##### Gr-Gu
- Grabów nad Prosną
- Grajewo
- Grodków
- Grodzisk Mazowiecki
- Grodzisk Wielkopolski
- Grójec
- Grudziądz
- Grybów
- Gryfice
- Gryfino
- Gryfów Śląski
- Gubin

#### H
- Hajnówka
- Halinów
- Hel
- Hrubieszów

#### I
- Iława
- Iłowa
- Iłża
- Imielin
- Inowrocław
- Ińsko
- Iwonicz -Zdrój
- Izbica Kujawska

#### J
- Jabłonowo Pomorskie
- Janikowo
- Janowiec Wielkopolski
- Janów Lubelski
- Jarocin
- Jarosław
- Jasień
- Jasło
- Jastarnia
- Jastrowie
- Jastrzębie-Zdrój
- Jawor
- Jaworzno
- Jaworzyna Śląska
- Jedlicze
- Jedlina-Zdrój
- Jedwabne
- Jelcz-Laskowice
- Jelenia Góra
- Jeziorany
- Jędrzejów
- Jordanów
- Józefów
- Józefów
- Jutrosin

#### K

##### Ka-Kc
- Kalety
- Kalisz
- Kalisz Pomorski
- Kalwaria Zebrzydowska
- Kałuszyn
- Kamienna Góra
- Kamień Krajeński
- Kamień Pomorski
- Kamieńsk
- Kańczuga
- Karczew
- Kargowa
- Karlino
- Karpacz
- Kartuzy
- Katovice (Katowice)
- Kazimierz Dolny
- Kazimierza Wielka
- Kąty Wrocławskie
- Kcynia

##### Ke-Kn
- Kędzierzyn-Koźle
- Kępice
- Kępno
- Kętrzyn
- Kęty
- Kielce
- Kietrz
- Kisielice
- Kleczew
- Kleszczele
- Kluczbork
- Kłecko
- Kłobuck
- Kłodawa
- Kłodzko
- Knurów
- Knyszyn

##### Ko
- Kobylin
- Kobyłka
- Kock
- Kolbuszowa
- Kolno
- Kolonowskie
- Koluszki
- Koło
- Kołobrzeg
- Koniecpol
- Konin
- Konstancin-Jeziorna
- Konstantynów Łódzki
- Końskie
- Koprzywnica
- Korfantów
- Koronowo
- Korsze
- Kosów Lacki
- Kostrzyn
- Kostrzyn
- Koszalin
- Kościan
- Kościerzyna
- Kowal
- Kowalewo Pomorskie
- Kowary
- Koziegłowy
- Kozienice
- Koźmin Wielkopolski
- Kożuchów
- Kórnik

##### Kr-Kw
- Krajenka
- Krakov (Kraków)
- Krapkowice
- Krasnobród
- Krasnystaw
- Kraśnik
- Krobia
- Krosno
- Krosno Odrzańskie
- Krośniewice
- Krotoszyn
- Kruszwica
- Krynica
- Krynica Morska
- Krzanowice
- Krzepice
- Krzeszowice
- Krzywiń
- Krzyż Wielkopolski
- Książ Wielkopolski
- Kudowa Zdrój
- Kunów
- Kutno
- Kuźnia Raciborska
- Kwidzyn

#### L

##### La-Li
- Lądek-Zdrój
- Legionowo
- Legnica
- Lesko
- Leszno
- Leśna
- Leśnica
- Lewin Brzeski
- Leżajsk
- Lębork
- Lędziny
- Libiąż
- Lidzbark
- Lidzbark Warmiński
- Limanowa
- Lipiany
- Lipno
- Lipsk
- Lipsko

##### Lu-Lw
- Lubaczów
- Lubań
- Lubartów
- Lubawa
- Lubawka
- Lubień Kujawski
- Lubin
- Lublin
- Lubliniec
- Lubniewice
- Lubomierz
- Luboń
- Lubraniec
- Lubsko
- Lwówek
- Lwówek Śląski

#### Ł
- Łabiszyn
- Łańcut
- Łapy
- Łasin
- Łask
- Łaskarzew
- Łaziska Górne
- Łazy
- Łeba
- Łęczna
- Łęczyca
- Łęknica
- Łobez
- Łobżenica
- Łochów
- Łomianki
- Łomża
- Łosice
- Łowicz
- Lodž (Łódź)
- Łuków

#### M

##### Ma
- Maków Mazowiecki
- Maków Podhalański
- Malbork
- Małogoszcz
- Małomice
- Margonin
- Marki
- Maszewo

##### Mi
- Miasteczko Śląskie
- Miastko
- Miechów
- Miejska Górka
- Mielec
- Mieroszów
- Mieszkowice
- Międzybórz
- Międzychód
- Międzylesie
- Międzyrzec Podlaski
- Międzyrzecz
- Międzyzdroje
- Mikołajki
- Mikołów
- Mikstat
- Milanówek
- Milicz
- Miłakowo
- Miłomłyn
- Miłosław
- Mińsk Mazowiecki
- Mirosławiec
- Mirsk
- Mława
- Młynary

##### Mo-My
- Mogielnica
- Mogilno
- Mońki
- Morąg
- Mordy
- Moryń
- Mosina
- Mrągowo
- Mrocza
- Mszana Dolna
- Mszczonów
- Murowana Goślina
- Muszyna
- Mysłowice
- Myszków
- Myszyniec
- Myślenice
- Myślibórz

#### N

##### Na-Ni
- Nakło nad Notecią
- Nałęczów
- Namysłów
- Narol
- Nasielsk
- Nekla
- Nidzica
- Niemcza
- Niemodlin
- Niepołomice
- Nieszawa
- Nisko

##### No-Ny
- Nowa Dęba
- Nowa Ruda
- Nowa Sarzyna
- Nowa Sól
- Nowe
- Nowe Miasteczko
- Nowe Miasto Lubawskie
- Nowe Miasto nad Pilicą
- Nowe Skalmierzyce
- Nowe Warpno
- Nowogard
- Nowogrodziec
- Nowogród
- Nowogród Bobrzański
- Nowy Dwór Gdański
- Nowy Dwór Mazowiecki
- Nowy Sącz
- Nowy Staw
- Nowy Targ
- Nowy Tomyśl
- Nowy Wiśnicz
- Nysa

#### O

##### Ob-Or
- Oborniki
- Oborniki Śląskie
- Obrzycko
- Odolanów
- Ogrodzieniec
- Okonek
- Olecko
- Olesno
- Oleszyce
- Oleśnica
- Olkusz
- Olsztyn
- Olsztynek
- Oława
- Opalenica
- Opatów
- Opoczno
- Opole
- Opole Lubelskie
- Orneta
- Orzesze
- Orzysz

##### Os-Oz
- Osieczna
- Osiek
- Ostrołęka
- Ostroróg
- Ostrowiec Świętokrzyski
- Ostróda
- Ostrów Lubelski
- Ostrów Mazowiecka
- Ostrów Wielkopolski
- Ostrzeszów
- Ośno Lubuskie
- Oświęcim
- Otmuchów
- Otwock
- Ozimek
- Ozorków
- Ożarów
- Ożarów Mazowiecki

#### P

##### Pa-Pe
- Pabianice
- Paczków
- Pajęczno
- Pakość
- Parczew
- Pasłęk
- Pasym
- Pelpin
- Pełczyce

##### Pi-Pl
- Piaseczno
- Piaski
- Piastów
- Piechowice
- Piekary Śląskie
- Pieniężno
- Pieńsk
- Pieszyce
- Pilawa
- Pilica
- Pilzno
- Piła
- Piława Górna
- Pińczów
- Pionki
- Piotrków Kujawski
- Piotrków Trybunalski
- Pisz
- Piwniczna
- Pleszew
- Płock
- PPłońsk
- Płoty

##### Pn-Po
- Pniewy
- Pobiedziska
- Poddębice
- Podkowa Leśna
- Pogorzela
- Polanica-Zdrój
- Polanów
- Police (Poljska)
- Polkowice
- Połaniec
- Połczyn-Zdrój
- Poniatowa
- Poniec
- Poręba
- Poznanj (Poznań)

##### Pr-Py
- Prabuty
- Praszka
- Prochowice
- Proszowice
- Prószków
- Prudnik
- Prusice
- Pruszcz Gdański
- Pruszków
- Przasnysz
- Przedbórz
- Przedecz
- Przemków
- Przemyśl
- Przeworsk
- Przysucha
- Pszczyna
- Pszów
- Puck
- Puławy
- Pułtusk
- Puszczykowo
- Pyrzyce
- Pyskowice
- Pyzdry

#### R

##### Ra
- Rabka
- Raciąż
- Racibórz
- Radków
- Radlin
- Radom
- Radomsko
- Radomyśl Wielki
- Radymno
- Radziejów
- Radzionków
- Radzymin
- Radzyń Chełmiński
- Radzyń Podlaski
- Rajgród
- Rakoniewice
- Raszków
- Rawa Mazowiecka
- Rawicz

##### Re-Rz
- Recz
- Reda
- Rejowiec Fabryczny
- Resko
- Reszel
- Rogoźno
- Ropczyce
- Różan
- Ruciane-Nida
- Ruda Śląska
- Rudnik nad Sanem
- Rumia
- Rybnik
- Rychwał
- Rydułtowy
- Rydzyna
- Ryglice
- Ryki
- Rymanów
- Ryn
- Rypin
- Rzepin
- Rzeszów

#### S

##### Sa-Si
- Sandomierz
- Sanok
- Sejny
- Serock
- Sędziszów
- Sędziszów Małopolski
- Sępopol
- Sępólno Krajeńskie
- Sianów
- Siedlce
- Siemianowice Śląskie
- Siemiatycze
- Sieniawa
- Sieradz
- Sieraków
- Sierpc
- Siewierz

##### Sk-Sl
- Skalbmierz
- Skała
- Skarszewy
- Skaryszew
- Skarżysko-Kamienna
- Skawina
- Skępe
- Skierniewice
- Skoczów
- Skoki
- Skórcz
- Skwierzyna
- Sława
- Sławków
- Sławno
- Słomniki
- Słubice
- Słupca
- Słupsk

##### So
- Sobótka
- Sochaczew
- Sokołów Małopolski
- Sokołów Podlaski
- Sokółka
- Solec Kujawski
- Sompolno
- Sopot
- Sosnowiec
- Sośnicowice

##### St
- Stalowa Wola
- Starachowice
- Stargard Szczeciński
- Starogard Gdański
- Stary Sącz
- Staszów
- Stawiski
- Stawiszyn
- Stąporków
- Stęszew
- Stoczek Łukowski
- Stronie Śląskie
- Strumień
- Stryków
- Strzegom
- Strzelce Krajeńskie
- Strzelce Opolskie
- Strzelin
- Strzelno
- Strzyżów

##### Su-Sy
- Sucha Beskidzka
- Suchań
- Suchedniów
- Suchowola
- Sulechów
- Sulejów
- Sulejówek
- Sulęcin
- Sulmierzyce
- Sułkowice
- Supraśl
- Suraż
- Susz
- Suwałki
- Swarzędz
- Syców

##### Sz
- Szadek
- Szamocin
- Szamotuły
- Szczawnica
- Szczawno-Zdrój
- Szczebrzeszyn
- Szczecin
- Szczecinek
- Szczekociny
- Szczuczyn
- Szczyrk
- Szczytna
- Szczytno
- Szklarska Poręba
- Szlichtyngowa
- Szprotawa
- Sztum
- Szubin
- Szydłowiec

#### Ś
- Ścinawa
- Ślesin
- Śmigiel
- Śrem
- Środa Śląska
- Środa Wielkopolska
- Świątniki Górne
- Świdnica
- Świdnik
- Świdwin
- Świebodzice
- Świebodzin
- Świecie
- Świeradów-Zdrój
- Świerzawa
- Święta Katarzyna
- Świętochłowice
- Świnoujście

#### Š
- Šydloviéc

#### T
- Tarczyn
- Tarnobrzeg
- Tarnogród
- Tarnowskie Góry
- Tarnów
- Tczew
- Terespol
- Tłuszcz
- Tolkmicko
- Tomaszów Lubelski
- Tomaszów Mazowiecki
- Torunj (Toruń)
- Torzym
- Toszek
- Trzcianka
- Trzciel
- Trzcińsko-Zdrój
- Trzebiatów
- Trzebinia
- Trzebnica
- Trzemeszno
- Tuchola
- Tuchów
- Tuczno
- Tuliszków
- Turek
- Tuszyn
- Twardogóra
- Tychy
- Tyczyn
- Tykocin
- Tyszowce

#### U
- Ujazd
- Ujście
- Ulanów
- Uniejów
- Ustka
- Ustroń
- Ustrzyki Dolne

#### W

##### Wa-We
- Wadowice
- Wałbrzych
- Wałcz
- Warka
- Varšava (Warszawa)
- Warta
- Wasilków
- Wąbrzeźno
- Wąchock
- Wągrowiec
- Wąsosz
- Wejherowo
- Węgliniec
- Węgorzewo
- Węgorzyno
- Węgrów

##### Wi-Wl
- Wiązów
- Wieleń
- Wielichowo
- Wieliczka
- Wieluń
- Wieruszów
- Więcbork
- Wilamowice
- Wisła
- Witkowo
- Witnica
- Wleń
- Władysławowo
- Włocławek
- Włodawa
- Włoszczowa

##### Wo-Wy
- Wodzisław Śląski
- Wojcieszów
- Wojkowice
- Wolbrom
- Wolin
- Wolsztyn
- Wołczyn
- Wołomin
- Wołów
- Woźniki
- Vroclav (Wrocław)
- Wronki
- Września
- Wschowa
- Wyrzysk
- Wysoka
- Wysokie Mazowieckie
- Wyszków
- Wyszogród
- Wyśmierzyce

#### Z

##### Za-Ze
- Zabłudów
- Zabrze
- Zagórów
- Zagórz
- Zakopane
- Zakroczym
- Zalewo
- Zambrów
- Zamošč
- Zator
- Zawadzkie
- Zawichost
- Zawidów
- Zawiercie
- Ząbki
- Ząbkowice Śląskie
- Zbąszynek
- Zbąszyń
- Zduny
- Zduńska Wola
- Zdzieszowice
- Zelów

##### Zg-Zw
- Zgierz
- Zgorzelec
- Zielona Góra
- Zielonka
- Ziębice
- Złocieniec
- Złoczew
- Złotoryja
- Złotów
- Złoty Stok
- Zwierzyniec
- Zwoleń

#### Ż
- Żabno
- Żagań
- Żarki
- Żarów
- Żary
- Żelechów
- Żerków
- Żmigród
- Żnin
- Żory
- Żukowo
- Żuromin
- Żychlin
- Żyrardów
- Żywiec